# Жердное
Жердное (бел. Жэрднае) — упразднённая деревня в Храковичском сельсовете Брагинского района Гомельской области Беларуси.

## География

### Расположение
В 29 км на юго-запад от Брагина, 57 км от железнодорожной станции Хойники (на ветке Василевичи — Хойники от линии Калинковичи — Гомель), 146 км от Гомеля.
Расположена на территории Полесского радиационно-экологического заповедника.

## Транспортная система
Транспортные связи по просёлочной, затем автомобильной дороге Комарин — Брагин. Планировка состоит из прямолинейной улицы, ориентированной с юго-востока на северо-запад и застроенной деревянными домами усадебного типа.

## История
По письменным источникам известна со 2-й половины XIX века. Согласно переписи 1897 года фольварк. В 1908 году в Савитской волости Речицкого уезда.
С 8 декабря 1926 года по 30 декабря 1927 года центр Жерднского сельсовета Брагинского района Гомельского округа. В 1930 году организован колхоз «Жердное», работали конная круподробилка и кузницаВо время Великой Отечественной войны в мае 1943 года фашисты сожгли 86 дворов и убили 38 жителей. На фронтах и в партизанской борьбе погибли 52 местных жителя в память о которых в 1960 г. в сквере возведён обелиск. В 1959 году входила в состав совхоза «Слободский» (центр — деревня Выгребная слобода).
20 августа 2008 года деревня упразднена.

## Население
После катастрофы на Чернобыльской АЭС и радиационного загрязнения жители (54 семьи) переселены в 1986 году в чистые места.

### Численность
- 2010 год — жителей нет

### Динамика
- 1897 год — 3 двора, 15 жителей (согласно переписи)
- 1908 год — 65 дворов, 284 жителя
- 1940 год — 108 дворов, 378 жителей
- 1959 год — 324 жителя (согласно переписи)
- 1986 год — жители (54 семьи) переселены

## Достопримечательность
- Могила жертвам фашизма
- Памятник землякам
- Памятник землякам (52 жителя), погибшим в Великой Отечественной войне. В 1980 году установлен обелиск.